# Modenhübel
Der Modenhübel ist eine 485 Meter hohe Erhebung in Morsbach, einem Ortsteil der Stadt Schleiden im Kreis Euskirchen im Land Nordrhein-Westfalen.

## Lage
Morsbach liegt nordwestlich des Stadtzentrums und ist über die Bundesstraße 266 erreichbar. Von dort zweigt die gleichnamige Straße Morsbach als zentrale Verbindungsachse ab und verläuft in nördlicher Richtung. Sie führt aus dem Ort hinaus und endet rund 500 Meter weiter auf einer Anhöhe in einer Sackgasse. Der Weg ist als Eifel-Blick ausgeschildert. Die zweite Etappe des Wildnis-Trails Nationalpark Eifel führt am Modenhübel vorbei.

## Aussicht
Von der Anhöhe ist ein weiter Blick über die Nordeifel möglich. Er beginnt im Westen über die ehemalige NS-Ordensburg Vogelsang, geht über den Kermeter sowie die Urft und den Schleidener Ortsteil Gemünd.